# Clark Martin Blatteis
Clark Martin Blatteis (Berlín, República de Weimar, 25 de junio de 1932-Memphis, Tennessee, Estados Unidos, 14 de marzo de 2021) fue un investigador biomédico germanoestadounidense. Después de escapar de la Alemania nazi cuando era niño, se convirtió en profesor distinguido en el campo de la fisiología en la Facultad de Medicina de la Universidad de Tennessee, donde gran parte de su trabajo se centró en descubrir detalles de los mecanismos por los que se desarrollan las fiebres.

## Primeros años
Nacido en Berlín, Alemania, Blatteis y su familia judía se vieron obligados a huir de su hogar para escapar de la persecución nazi después del arresto de su padre a raíz de la Kristallnacht y como condición para su liberación del campo de concentración de Buchenwald, donde estaba prisionero. Se encontraban entre los 937 refugiados judíos alemanes a bordo del MS St. Louis a quienes se les negó la entrada a Cuba, Estados Unidos, Canadá y todos los demás países del hemisferio occidental y, en consecuencia, se vieron obligados a regresar a Europa. Allí, la familia se refugió en Bélgica, pero tuvo que huir nuevamente cuando ese país fue invadido por los nazis en 1940. Finalmente se dirigieron a Casablanca, Marruecos francés, donde Blatteis asistió a la escuela desde la primaria hasta la secundaria, en parte (1940-1942) bajo la ocupación nazi (Vichy-Francia).
La familia finalmente pudo emigrar a los Estados Unidos en 1948, donde Blatteis continuó su educación, obtuvo una licenciatura de la Universidad de Rutgers en 1954 y una maestría y un doctorado en fisiología bajo la tutela del Dr. Steven M. Horvath en 1955 y 1957, respectivamente, de la Universidad de Iowa. Blatteis recordó más tarde que su introducción por Horvath a su campo de investigación posterior fue "tratar de mantener mi propia temperatura corporal como sujeto de prueba en la cámara fría". Inmediatamente después de su graduación, fue reclutado en el Ejército de los Estados Unidos y asignado como primer teniente, Cuerpo de Servicio Médico, al Instituto de Investigación Médica de Enfermedades Infecciosas del Ejército de los Estados Unidos en Fort Knox, Kentucky, donde sirvió hasta 1961. Mientras estaba allí, realizó experimentos en perros para determinar la causa de los escalofríos, informando que se relacionaba con la circulación de sangre enfriada en lugar de una respuesta nerviosa. De 1961 a 1962 fue becario postdoctoral de los Institutos Nacionales de Salud con el Dr. Alberto Hurtado en el Instituto de Biología Andina de la Universidad de San Marcos en Lima, Perú, donde estudió fetos para determinar si la aclimatación a grandes alturas comenzaba antes del nacimiento, y concluyendo que hizo. De 1962 a 1963, estudió con el Dr. Geoffrey S. Dawes en Nuffield College, Oxford.
A su regreso a los Estados Unidos en 1963, Blatteis se unió al Instituto de Investigación de Medicina Ambiental del Ejército de los Estados Unidos en Natick, Massachusets como investigador civil y jefe de rama. En 1966, Blatteis fue nombrado profesor asociado del Departamento de Fisiología de la Facultad de Medicina de la Universidad de Tennessee, y se convirtió en profesor titular en 1974. Al año siguiente fue nombrado becario Fullbright para un programa en la Universidad Cayetano Heredia del Perú de junio a septiembre de 1975.

## Carrera profesional
La mayor parte de su investigación a lo largo de sus años en la Universidad de Tennessee se centró en el esclarecimiento del mecanismo fisiológico que inicia la fiebre y sus reacciones asociadas a patógenos infecciosos. Publicó un estudio sobre los mecanismos de inducción de la fiebre en 1983 que describía los mecanismos por los cuales las citocinas producidas después de una infección podían atravesar la barrera hematoencefálica y que "lanzó un nuevo concepto de inmunidad a la señalización cerebral". En un artículo de 1996, propuso un papel para el nervio vago en la inducción de fiebre. También en 1996, coeditó con MJ Fregly el Manual de fisiología de la Sociedad Americana de Fisiología, Sec. 4, Fisiología ambiental, vols. 1 y 2, y en 1998 fue coautor y editor del libro de texto, Fisiología y fisiopatología de la regulación de la temperatura, que contiene "todos los aspectos esenciales de la termorregulación humana". Su trabajo en las décadas de 1990 y 2000 continuó enfocándose en varios mecanismos por los cuales el cuerpo desarrolla fiebre, particularmente con respecto al compuesto lipídico Prostaglandina E 2 (PGE 2) y óxido nítrico. Blatteis informó resultados experimentales que indican que la fiebre puede ser "inducida por un mecanismo que es independiente de PGE 2", un resultado descrito como "herejía" según la literatura de la época, y dejando preguntas abiertas para una mayor investigación.
Blatties finalmente fue autor y/o coautor de otros tres libros y más de 200 artículos científicos y reseñas originales. Fue dos veces becario senior Fulbright-Hays, ocupó numerosas becas y cátedras visitantes en el extranjero, y recibió varios diplomas honoris causa. En 2003 recibió el Premio de Honor de la Sección de Fisiología Ambiental y del Ejercicio de la Sociedad Estadounidense de Fisiología, y en 2007 la Sociedad seleccionó a Blatteis para que figurara en el perfil de su Proyecto de Historia Viva en Fisiología, reconociendo a los "miembros senior que han hecho contribuciones extraordinarias durante su carrera al avance de la disciplina y profesión de la fisiología". Fue elegido miembro de la American Physiological Society en 2019. Blatteis realizó una investigación en la Universidad de Tennessee durante cuarenta y dos años, y se retiró de la investigación activa el 1 de octubre de 2008.

## Vida personal
Blatteis conoció a Yolanda Fuentes Barriga de Cusco, Perú, mientras ambos asistían a la Universidad de Iowa. Se casaron en marzo de 1958 y tuvieron tres hijos. Yolanda falleció en 2018, y dos años y medio después, el propio Blatteis falleció mientras dormía en su casa a la edad de 88 años.